# American Le Mans Series
La American Le Mans Series fue un campeonato de automovilismo de velocidad disputado desde el año 1999 hasta 2013 en Estados Unidos y Canadá, en sustitución del Campeonato IMSA GT. Participan diversas clases de sport prototipos y gran turismos; los campeones de cada una de ellas ganan una invitación a las 24 Horas de Le Mans del año siguiente.
El certamen fue fiscalizado por la International Motor Sports Association en colaboración con el Automobile Club de l'Ouest, organizador de las 24 Horas de Le Mans y la Le Mans Series. Su categoría rival era la Rolex Sports Car Series, cuyos automóviles son menos desarrollados tecnológicamente y por tanto menos costosos para los equipos. Las series se fusionaron en 2014 para conformar el United SportsCar Championship.

## Historia
El campeonato surgió en 1998 por iniciativa del empresario Don Panoz y corrió su primera temporada en 1999. Panoz creó una asociación con la Automobile Club de L'Ouest (ACO), los organizadores de la 24 Horas de Le Mans en comenzar una carrera de 10 horas celebrada en Road Atlanta, llamada Petit Le Mans que tomo parte de la Professional SportsCar Racing series, en cual Panoz fue inversor. Al año siguiente, el nuevo campeonato cambio de nombre a American Le Mans series y adoptó el reglamento de la ACO. Se compone de ocho carreras fechas de entre dos y doce horas de duración, entre ellas la Petit Le Mans y las 12 Horas de Sebring proveniente del Campeonato IMSA GT. Las temporadas 2000 y 2001 tuvieron carreras en Europa, que más tarde dieron lugar a la Le Mans Series. El 31 de diciembre de 2000 se disputó la Carrera de los Mil Años en el circuito callejero de Adelaida, una fecha puntuable de la temporada 2000 que luego derivó en distintos intentos del ACO crear un campeonato de sport prototipos en Asia y Oceanía.
Mientras que las primeras carreras de la American Le Mans Series solían disputarse en circuitos mixtos armados dentro de óvalos, luego fueron ganando lugar los autódromos propiamente dichos y los callejeros, muchas veces compartiendo fecha con la Champ Car y la IndyCar Series.
Las dos carreras más importantes de la American Le Mans Series, las 12 Horas de Sebring y Petit Le Mans, también formaron parte del calendario de la Copa Intercontinental Le Mans en 2011. En 2012, las 12 Horas de Sebring fue la fecha inaugural del renombrado Campeonato Mundial de Resistencia.
La Grand-Am Series y la American Le Mans Series se fusionarán en 2014 bajo la denominación United SportsCar Racing, combinando sus organizaciones y clases respectivas e incluyendo las 24 Horas de Daytona y las 12 Horas de Sebring en su calendario.

## Los automóviles

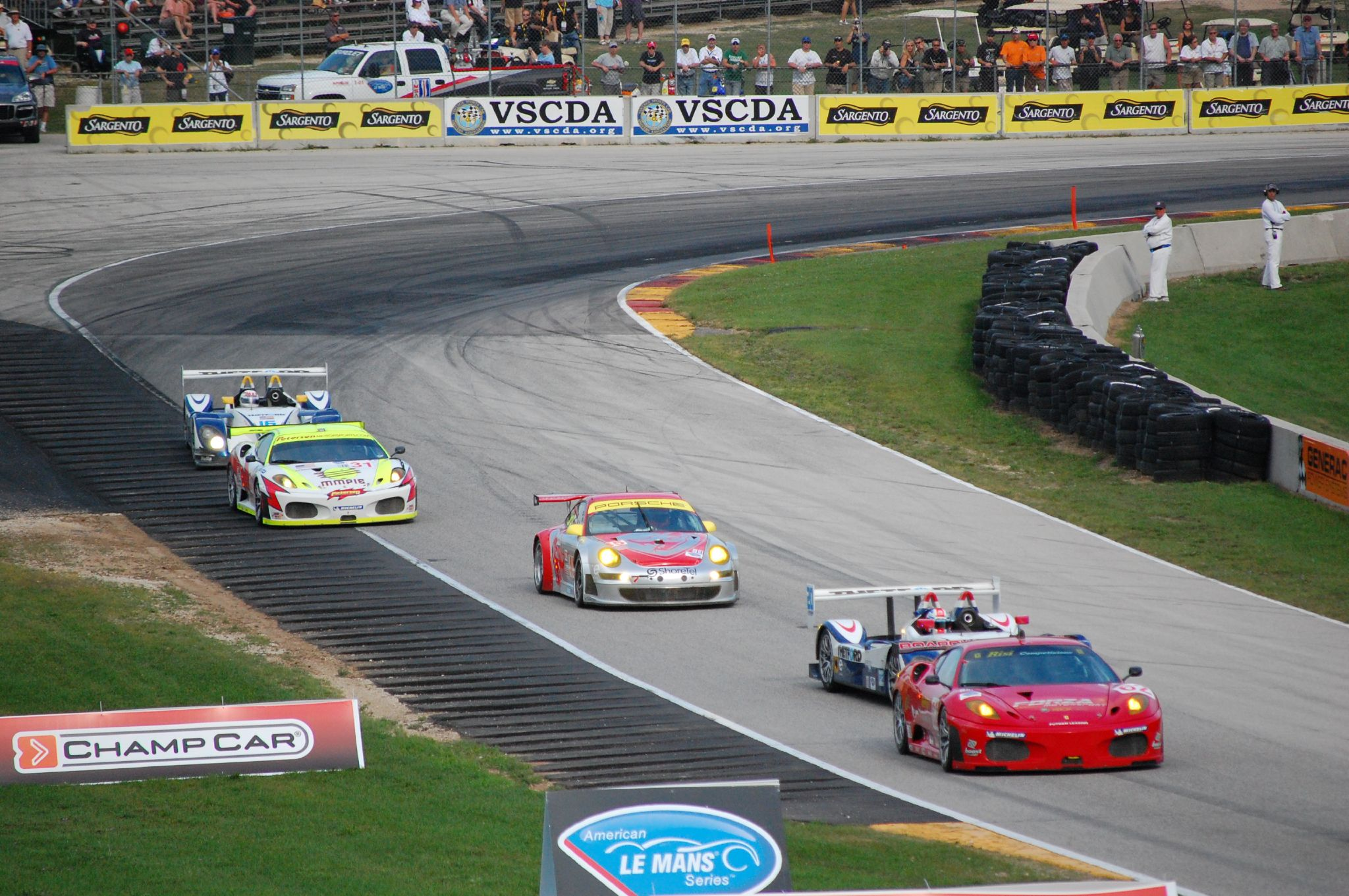
La American Le Mans Series en Road America en 2007.

Desde 2005 hasta 2008, el certamen se compuso de cuatro clases: LMP1, LMP2 (Le Mans Prototypes, sport prototipos), GT1 y GT2 (Grand Touring, gran turismos), con reglamentos idénticos a los de las 24 Horas de Le Mans. En 2009 se añadió una quinta clase llamada ALMS Challenge, en la que participaron los mismos Porsche 911 GT3 Cup del IMSA GT3 Challenge.
En 2009, Audi y Porsche dejaron de competir respectivamente en las divisiones LMP1 y LMP2 de la American Le Mans Series. Además, a partir de la tercera fecha de esa temporada no se presentó ningún GT1. Debido a esto, hubo una reestructura reglamentaria para la temporada 2010, que se aplicó en todas las fechas salvo en las 12 Horas de Sebring y Petit Le Mans, en las que se mantendrá el reglamento del ACO. Se equipararon las prestaciones de los LMP1 y LMP2 en una clase única LMP, los GT1 se eliminaron, los GT2 pasaron a llamarse GT, y los 911 GT3 Cup participaron en una clase ahora denominada GT Challenge. Por otra parte, se añadió una monomarca de sport prototipos llamada LMP Challenge, en la que participarán los mismos Oreca que compiten en Europa en la Fórmula Le Mans. En 2011, volvieron las clases LMP1 y LMP2 separadas.

## Premio adicional
La asociación ACO permite a los equipos de la ALMS ganen su invitación automática a las 24 Horas de Le Mans. Esta ha sido una práctica que comenzó con la primera edición de Petit Le Mans, una práctica que continúa hasta hoy, donde el primero y segundo lugar de los equipos de cada clase tienen que ganarse entradas para participar en las 24 Horas de Le Mans del siguiente año. La carrera de la ALMS en Adelaida en el año 2000 también recibieron entradas automáticas. Las invitaciones a los campeones de la serie se empezaron a enviara partir de 2003, pero para la carrera de 2004 la ACO siempre ha tenido en cuenta a los equipos que compiten en carreras de ALMS, y muchos equipos de la ALMS han tenido un éxito rotundo en las 24 horas.

## Circuitos
| - Austin (2013) - Baltimore (2011-2013) - Charlotte (2000) - Detroit (2007-2008) - Houston (2006-2007) - Laguna Seca (1999-2013) - Las Vegas (1999-2000) - Lime Rock Park (2004-2013) - Long Beach (2007-2013) - Miami (2002-2003) | - Mid-Ohio (2001-2002, 2004-2012) - Miller (2006-2010) - Portland (1999-2001, 2004-2006) - Road America (2002-2013) - Road Atlanta (1999-2013) - San Petersburgo (2007-2009) - Sears Point (1999-2005) - Sebring (1999-2013) - Texas (2000-2001) - Virginia (2012-2013) | - Washington (2002) - Adelaida (2000) - Donington Park (2001) - Jarama (2001) - Mosport Park (1999-2013) - Nürburgring (2000) - Trois Rivières (2002-2003) - Silverstone (2000) |

## Campeones

### Pilotos
| Año  | LMP                           | LMP                             | LMP                               | GTS                               | GT                            |
| ---- | ----------------------------- | ------------------------------- | --------------------------------- | --------------------------------- | ----------------------------- |
| 1999 | Elliott Forbes-Robinson       | Elliott Forbes-Robinson         | Elliott Forbes-Robinson           | Olivier Beretta                   | Cort Wagner                   |
| 2000 | Allan McNish                  | Allan McNish                    | Allan McNish                      | Olivier Beretta                   | Dirk Müller                   |
| Año  | LMP900                        | LMP675                          | LMP675                            | GTS                               | GT                            |
| 2001 | Emanuele Pirro                | Didier de Radiguès              | Didier de Radiguès                | Terry Borcheller                  | Jörg Müller                   |
| 2002 | Tom Kristensen                | Jon Field                       | Jon Field                         | Ron Fellows                       | Lucas Luhr Sascha Maassen     |
| 2003 | Frank Biela Marco Werner      | Chris Dyson                     | Chris Dyson                       | Ron Fellows Johnny O'Connell      | Lucas Luhr Sascha Maassen     |
| Año  | LMP1                          | LMP2                            | LMP2                              | GTS                               | GT                            |
| 2004 | Marco Werner Jyrki Järvilehto | Ian James                       | Ian James                         | Ron Fellows Johnny O'Connell      | Timo Bernhard                 |
| Año  | LMP1                          | LMP2                            | LMP2                              | GT1                               | GT2                           |
| 2005 | Frank Biela Emanuele Pirro    | Clint Field                     | Clint Field                       | Olivier Beretta Oliver Gavin      | Patrick Long Jörg Bergmeister |
| 2006 | Rinaldo Capello Allan McNish  | Lucas Luhr Sascha Maassen       | Lucas Luhr Sascha Maassen         | Olivier Beretta Oliver Gavin      | Jörg Bergmeister              |
| 2007 | Rinaldo Capello Allan McNish  | Timo Bernhard Romain Dumas      | Timo Bernhard Romain Dumas        | Olivier Beretta Oliver Gavin      | Mika Salo Jaime Melo Jr.      |
| 2008 | Lucas Luhr Marco Werner       | Timo Bernhard Romain Dumas      | Timo Bernhard Romain Dumas        | Johnny O'Connell Jan Magnussen    | Jörg Bergmeister Wolf Henzler |
| Año  | LMP1                          | LMP2                            | LMP2                              | ALMSC                             | GT2                           |
| 2009 | David Brabham Scott Sharp     | Adrián Fernández Luis Díaz      | Adrián Fernández Luis Díaz        | Martin Snow Melanie Snow          | Patrick Long Jörg Bergmeister |
| Año  | LMP                           | LMP                             | LMPC                              | GTC                               | GT2                           |
| 2010 | David Brabham Simon Pagenaud  | David Brabham Simon Pagenaud    | Scott Tucker                      | Tim Pappas Jeroen Bleekemolen     | Patrick Long Jörg Bergmeister |
| Año  | LMP1                          | LMP2                            | LMPC                              | GTC                               | GT2                           |
| 2011 | Chris Dyson Guy Smith         | Christophe Bouchut Scott Tucker | Ricardo González Gunnar Jeannette | Tim Pappas                        | Joey Hand Dirk Müller         |
| 2012 | Klaus Graf Lucas Luhr         | Christophe Bouchut Scott Tucker | Alex Popow                        | Cooper MacNeil                    | Oliver Gavin Tommy Milner     |
| 2013 | Klaus Graf Lucas Luhr         | Scott Tucker                    | Mike Guasch                       | Cooper MacNeil Jeroen Bleekemolen | Antonio García Jan Magnussen  |

### Equipos
| Año  | LMP                                               | LMP                                            | GTS                               | GT                                           |                             |
| ---- | ------------------------------------------------- | ---------------------------------------------- | --------------------------------- | -------------------------------------------- | --------------------------- |
| 1999 | Panoz Panoz GTR-1 Panoz LMP-1 - Élan              | Panoz Panoz GTR-1 Panoz LMP-1 - Élan           | Oreca Dodge Viper                 | Prototype Technology Group BMW M3 GTR        |                             |
| 2000 | Audi Sport North America Audi R8R Audi R8 LMP     | Audi Sport North America Audi R8R Audi R8 LMP  | Oreca Dodge Viper GTS-R           | Dick Barbour Porsche 911 GT3-R               |                             |
| Año  | LMP900                                            | LMP675                                         | GTS                               | GT                                           |                             |
| 2001 | Audi Sport North America Audi R8 LMP              | Dick Barbour Reynard 01Q - Judd                | Corvette Chevrolet Corvette C5-R  | BMW Schnitzer BMW M3 GTR                     |                             |
| 2002 | Audi Sport North America Audi R8 LMP              | KnightHawk MG-Lola EX257                       | Corvette Chevrolet Corvette C5-R  | Alex Job Porsche 911 GT3-RS                  |                             |
| 2003 | Joest Audi R8 LMP                                 | Dyson MG-Lola EX257                            | Corvette Chevrolet Corvette C5-R  | Alex Job Porsche 911 GT3-RS                  |                             |
| Año  | LMP1                                              | LMP2                                           | GTS                               | GT                                           |                             |
| 2004 | Champion Audi R8 LMP                              | Miracle Lola B2K/40 - Nissan Courage C65 - AER | Corvette Chevrolet Corvette C5-R  | Alex Job Porsche 911 GT3-RSR                 |                             |
| Año  | LMP1                                              | LMP2                                           | GT1                               | GT2                                          |                             |
| 2005 | Champion Audi R8 LMP                              | Intersport Lola B05/40 - AER                   | Corvette Chevrolet Corvette C6.R  | Petersen/White Lightning Porsche 911 GT3 RSR |                             |
| 2006 | Audi Sport North America Audi R8 LMP Audi R10 TDI | Penske Porsche RS Spyder                       | Corvette Chevrolet Corvette C6.R  | Risi Ferrari F430 GT2                        |                             |
| 2007 | Audi Sport North America Audi R10 TDI             | Penske Porsche RS Spyder                       | Corvette Chevrolet Corvette C6.R  | Risi Ferrari F430                            |                             |
| 2008 | Audi Sport North America Audi R10 TDI             | Penske Porsche RS Spyder                       | Corvette Chevrolet Corvette C6.R  | Flying Porsche 911 GT3-RSR                   |                             |
| Año  | LMP1                                              | LMP2                                           | GT2                               | GT2                                          |                             |
| 2009 | Highcroft Acura ARX-02a                           | Fernández Acura ARX-01B                        | Flying Lizard Porsche 911 GT3-RSR | Flying Lizard Porsche 911 GT3-RSR            |                             |
| Año  | LMP                                               | LMP                                            | LMPC                              | GT                                           |                             |
| 2010 | Highcroft HPD ARX-01C                             | Highcroft HPD ARX-01C                          | Level 5 Oreca FLM09               | Rahal Letterman BMW M3                       |                             |
| Año  | LMP1                                              | LMP2                                           | LMPC                              | GT                                           |                             |
| 2011 | Dyson Lola B09/86                                 | Level 5 Lola B08/80, Lola B11/40, HPD ARX-01g  | Core Oreca FLM09                  | Rahal Letterman BMW M3                       | Rahal Letterman BMW M3      |
| Año  | LMP1                                              | LMP2                                           | LMPC                              | GT                                           |                             |
| 2012 | Pickett HPD ARX-03a                               | Level 5 HPD ARX-03b                            | Core Oreca FLM09                  | Corvette Chevrolet Corvette                  | Corvette Chevrolet Corvette |
| 2013 | Pickett HPD ARX-03a                               | Level 5 HPD ARX-03b                            | Core Oreca FLM09                  | Corvette Chevrolet Corvette                  | Corvette Chevrolet Corvette |

## Estadísticas

### Constructores con más títulos

#### Prototipos
| N.º | Constructor | Títulos | Años                                                 |
| --- | ----------- | ------- | ---------------------------------------------------- |
| 1   | Audi        | 9       | 2000, 2001, 2002, 2003, 2004, 2005, 2006, 2007, 2008 |
| 2   | Honda       | 3       | 2010, 2012, 2013                                     |
| 5   | Panoz       | 1       | 1999                                                 |
| 5   | Acura       | 1       | 2009                                                 |
| 5   | Lola        | 1       | 2011                                                 |

### Pilotos con más victorias

#### Prototipos
| Piloto           | Títulos              | Victorias |
| ---------------- | -------------------- | --------- |
| Rinaldo Capello  | 2 (2006, 2007)       | 29        |
| Lucas Luhr       | 3 (2008, 2012, 2013) | 24        |
| Frank Biela      | 2 (2003, 2005)       | 21        |
| Allan McNish     | 3 (2000, 2006, 2007) | 20        |
| Klaus Graf       | 2 (2012, 2013)       | 20        |
| Jyrki Järvilehto | 1 (2004)             | 19        |
| Emanuele Pirro   | 2 (2001, 2005)       | 19        |
| Marco Werner     | 3 (2003, 2004, 2008) | 19        |
| David Brabham    | 2 (2009, 2010)       | 14        |
| Tom Kristensen   | 1 (2002)             | 14        |
| Romain Dumas     | 2 (2007, 2008)       | 10        |
| Timo Bernhard    | 2 (2007, 2008)       | 9         |
| Simon Pagenaud   | 1 (2010)             | 8         |

#### GTS / GT1
| Piloto           | Títulos                          | Victorias |
| ---------------- | -------------------------------- | --------- |
| Olivier Beretta  | 5 (1999, 2000, 2005, 2006, 2007) | 41        |
| Johnny O'Connell | 3 (2003, 2004, 2008)             | 36        |
| Oliver Gavin     | 3 (2005, 2006, 2007)             | 31        |
| Ron Fellows      | 3 (2002, 2003, 2004)             | 27        |
| Jan Magnussen    | 1 (2008)                         | 17        |
| Karl Wendlinger  | 0                                | 12        |

#### GT / GT2
| Piloto                | Títulos                          | Victorias |
| --------------------- | -------------------------------- | --------- |
| Jörg Bergmeister      | 5 (2005, 2006, 2008, 2009, 2010) | 36        |
| Sascha Maassen        | 2 (2002, 2003)                   | 23        |
| Patrick Long          | 3 (2005, 2009, 2010)             | 21        |
| Lucas Luhr            | 2 (2002, 2003)                   | 20        |
| Dirk Müller           | 2 (2000, 2011)                   | 19        |
| Jaime Melo Jr.        | 1 (2007)                         | 18        |
| Mika Salo             | 1 (2007)                         | 15        |
| Timo Bernhard         | 1 (2004)                         | 13        |
| Wolf Henzler          | 1 (2008)                         | 9         |
| Oliver Gavin          | 1 (2012)                         | 8         |
| Johannes van Overbeek | 0                                | 8         |
| Romain Dumas          | 0                                | 7         |
| Jan Magnussen         | 1 (2013)                         | 5         |
| Antonio García        | 1 (2013)                         | 5         |

## Galería

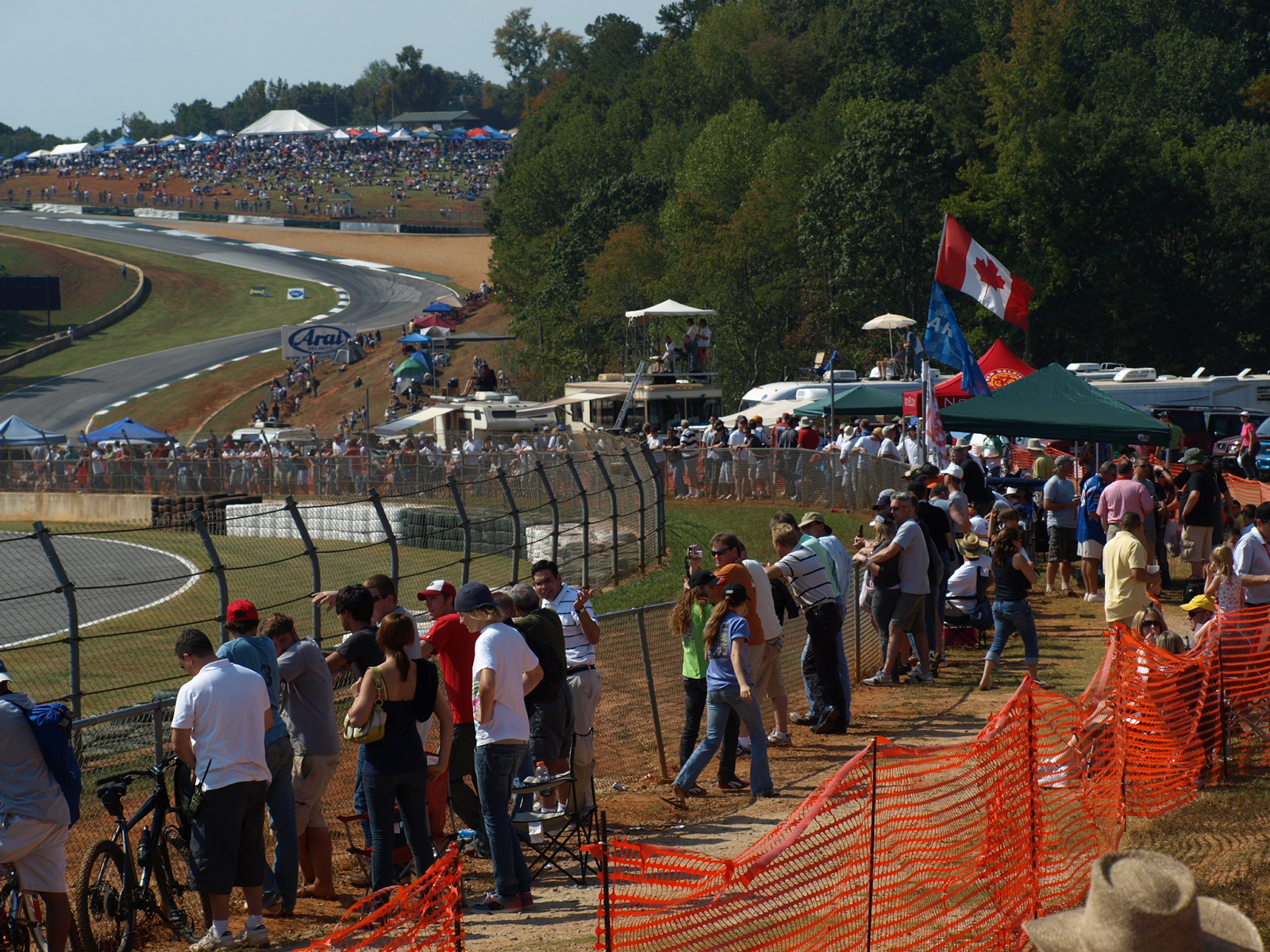
Público de la Petit Le Mans 2008.
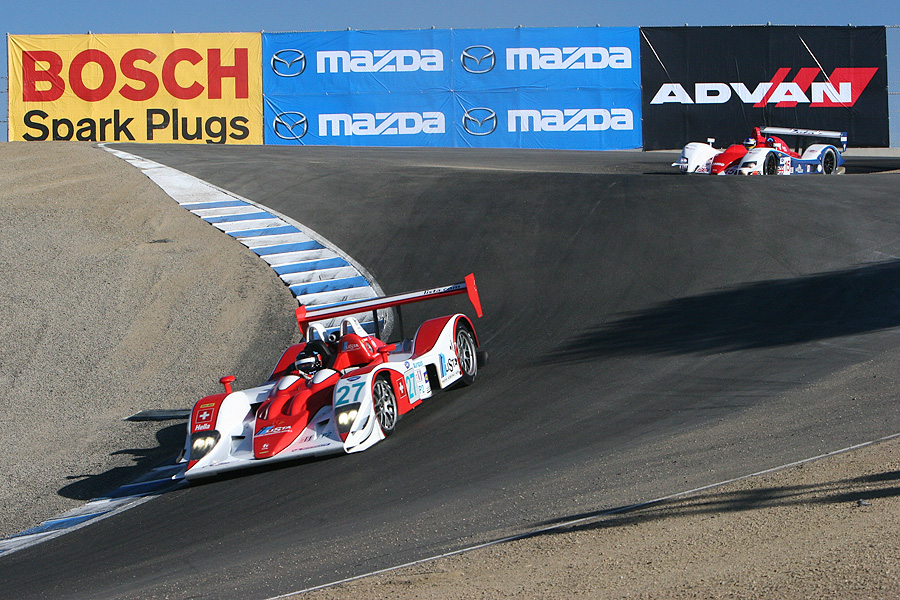
Dos sport prototipos negociando el sacacorchos de Laguna Seca en una carrera de la American Le Mans Series en 2006.
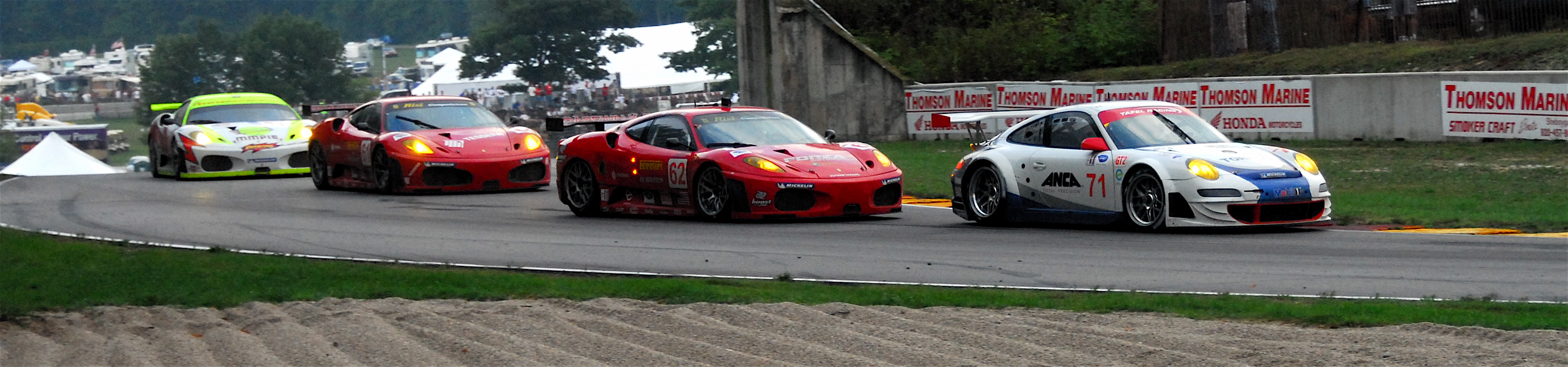
Cuatro GT2 en las 500 Millas de Road America de 2007.